# Complexe Oti-Kéran-Mandouri
Le complexe Oti-Kéran-Mandouri est un ensemble d'aires protégées formé par le parc national de la Kéran et la réserve de faune de l'Oti-Mandouri, situé dans le nord du Togo. 
Le bassin versant du complexe est classé site Ramsar depuis le 2 février 2008, et le site est reconnu au titre de réserve de biosphère par l'Unesco depuis 2011. Sa superficie totale est de 179 000 ha en 2023.

## Histoire
Le secteur du parc national de la Kéran a été protégé pour la première fois en 1950, sous le statut de « forêt protégée », avant de prendre son titre actuel de parc national en 1971. La réserve de faune de l'Oti-Mandouri a été créée en 1981.
Dans les années 1980, le complexe Oti-Kéran-Mandouri formait un ensemble contiguë de 327 390 ha. Ces limites ont été revues, et l'aire protégée fortement réduite en superficie, dans le cadre d'un programme de revalorisation dans les années 2000, à la suite d'envahissement par les populations locales dans les années 1990.
Des conflits avec les populations environnantes existent depuis la création de l'aire protégée, celles-ci ayant été déplacées de force pour créer le périmètre protégé.

## Biodiversité
Le type de végétation naturelle principalement rencontré dans l'aire protégée est la savane soudanienne occidentale accompagnée de bosquets et de ripisylves le long de la rivière Oti.
Entre 1987 et 2013, les surfaces de forêts de zones humides et de savanes ont diminué au profit des terres cultivées. Les zones humides recouvraient 31,7 % de la surface du complexe Oti-Kéran-Mandouri en 2013 alors qu'elles occupaient 43 % de sa superficie en 1987.